# Gai Papiri Cras (cònsol 430 aC)
Gai Papiri Cras (en llatí Caius Papirius Crassus) va ser un magistrat romà del segle v aC. Formava part de la gens Papíria, una família romana d'origen plebeu.
Va ser cònsol l'any 430 aC juntament amb Lucius Iulis Iulus. Per mitjà de mètodes il·legals els cònsols van assabentar-se que els tribuns de la plebs preparaven una llei anomenada aestimatio multarum, i per tal evitar l'augment de popularitat que hauria suposat per als tribuns aquesta llei, ells mateixos la van fer aprovar.